# 蓬圣埃斯普里
蓬圣埃斯普里（法語：Pont-Saint-Esprit，法語發音：[pɔ̃ sɛ̃.t‿ɛspʁi]），法国东南部城市，奥克西塔尼大区加尔省的一个市镇，隶属于尼姆区，其市镇面积为18.49平方公里，2022年1月1日时人口数量为10,759人，在法国城市中排名第953位。
蓬圣埃斯普里位于加尔省东北部，阿尔代什河与罗讷河交汇处右岸，隔河与阿尔代什省及沃克吕兹省相望，是一个区域性的中心城市，多条公路在此交汇。

## 地名来源
根据当地民间传言，“Pont-Saint-Esprit”一名与当地历史上一座桥梁的修建有关，该桥始建于1265年，筑桥期间圣灵曾到访该地并帮助建筑工人，该桥最终于1309年建成，其附近村庄亦由此命名。法国大革命期间，蓬圣埃斯普里曾被更名为“Pont-sur-Rhône”。
蓬圣埃斯普里所处区域历史上曾通行朗格多克方言，“Pont-Saint-Esprit”在2024年6月10日奥克语维基百科中被命名为“Lo Pònt Sant Esperit”，在同语言的Openstreetmap中则被标记为“Lo Pònt de Sant Esperit”。

## 历史

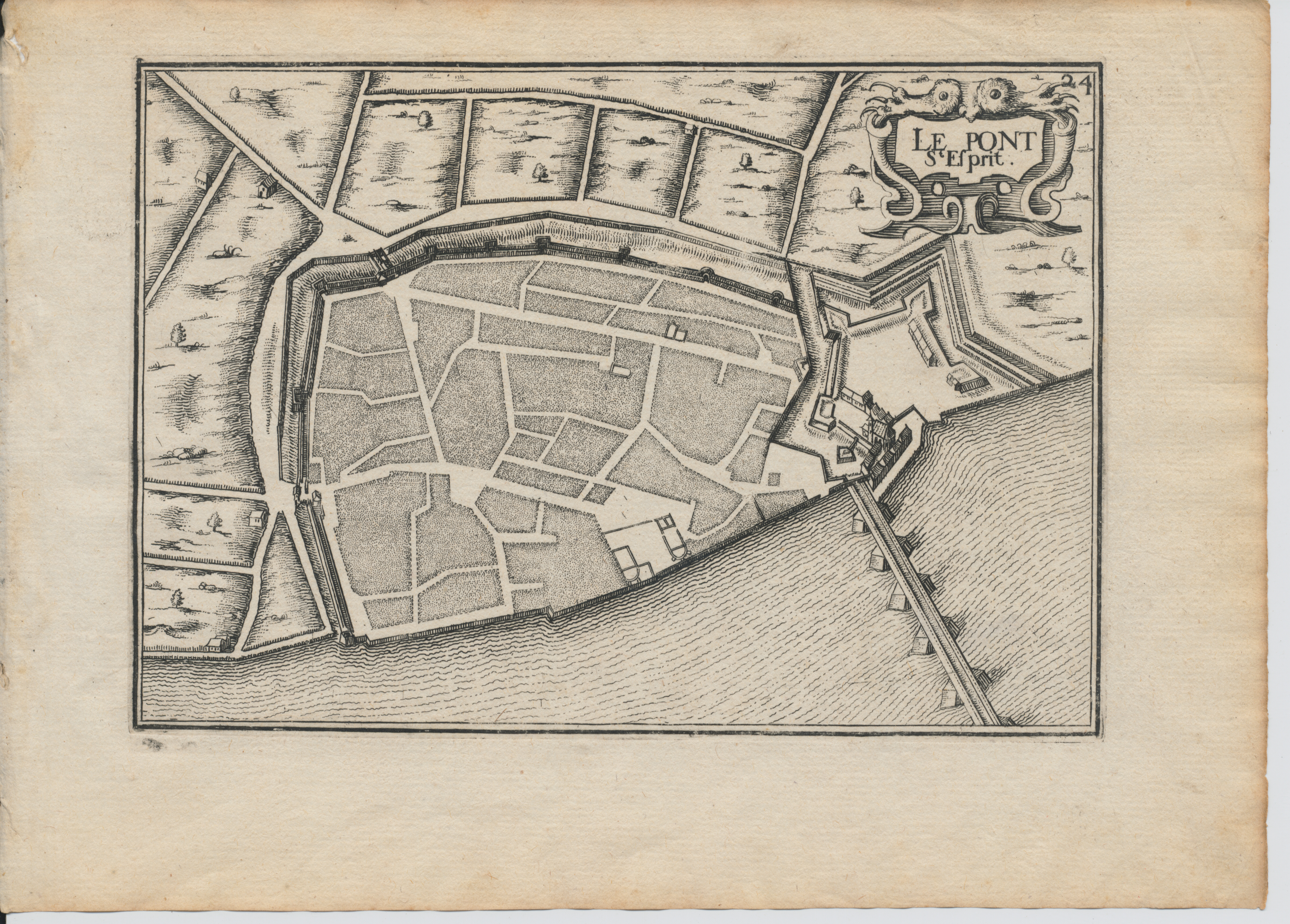
1634年的蓬圣埃斯普里地图

蓬圣埃斯普里的早期历史尚不清楚，中世纪中期，该地曾被称为“Saint-Saturnin-du-Port”，其所处的罗讷河右岸地区长期为图卢兹伯国的一部分，后者于13世纪被法兰西王国继承。14世纪后，随着圣埃斯普里桥的建成，蓬圣埃斯普里逐渐发展成为一个重要的水陆交通驿站，当地城市规模逐年扩大。法国大革命后，蓬圣埃斯普里成为加尔省的一个市镇，并在1790至1795年间为该省的一个地区行署。工业革命期间，途径蓬圣埃斯普里的日沃尔—格勒藏铁路建成通车。1944年8月15日，联军为阻止纳粹转移而炸毁了蓬圣埃斯普里桥，该桥在战后得到恢复重建。1951年8月，蓬圣埃斯普里发生诅咒面包事件，近250名居民在食用面包后出现中毒和幻觉症状，其中七人身亡，此案直至2024年6月尚未被侦破。

## 地理

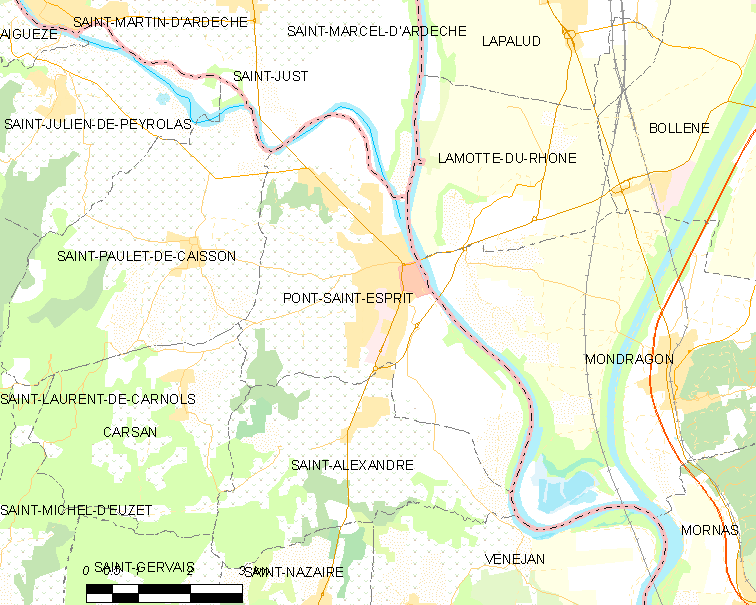
蓬圣埃斯普里市镇范围地图

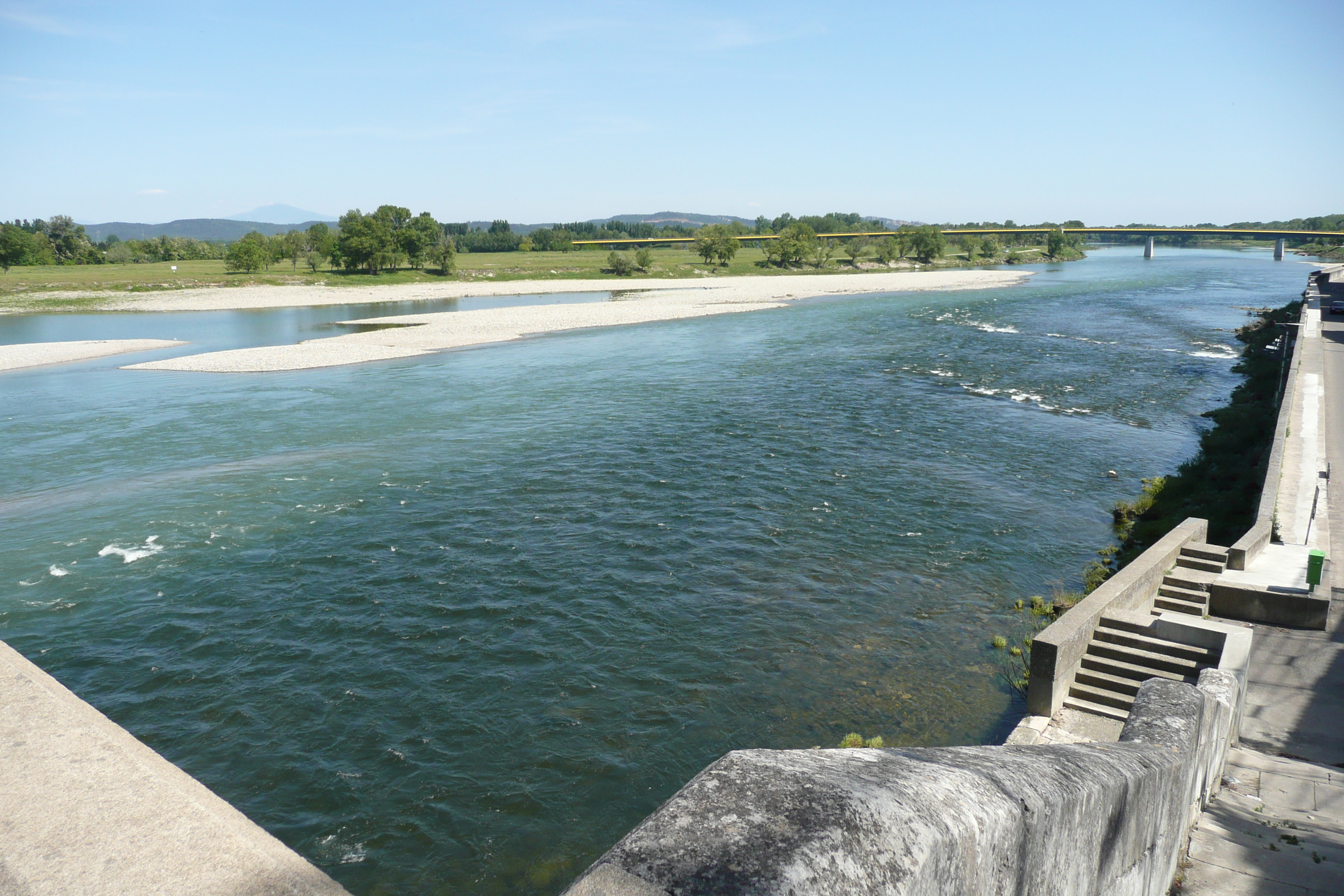
罗讷河蓬圣埃斯普里段

蓬圣埃斯普里位于法国东南部，奥克西塔尼大区东部和加尔省东北部，距离省会尼姆大约71公里。与蓬圣埃斯普里接壤的市镇包括：卡尔桑、蒙德拉贡、罗讷河畔拉莫特、阿尔代什河畔圣瑞斯特、圣波莱德凯松和圣亚历山大。

### 地形
蓬圣埃斯普里位于法国中央高原东南部边缘，加里格与下维瓦赖之间的过渡地带，境内以丘陵为主，市镇中心位于一处河谷地带，北侧地势平坦，西侧为丘陵，整体地势西高东低，全境海拔在36到187米之间。

### 水文
蓬圣埃斯普里位于罗讷河与其一级支流阿尔代什河的交汇处右岸，两河交汇处的科尔多尼耶岛（Île des Cordonniers）南端亦为其市镇管辖范围。

### 植被
蓬圣埃斯普里属于亚热带硬叶林区，林地多集中于河流附近，市中心的市府公园（Parc de la Mairie）是当地的一处城市公共绿地。
在鲜花城市的评比中，蓬圣埃斯普里暂未被评级。

### 气候
蓬圣埃斯普里在柯本气候分类法中属于地中海气候（Csb），秋冬季节受塞文气候影响，当地常出现强降水天气。
蓬圣埃斯普里境内设有气象站，以下为该气象站的数据（其中日照数据取自蒙特利马尔气象站）：
| 蓬圣埃斯普里 1981年－2019年 | 蓬圣埃斯普里 1981年－2019年 | 蓬圣埃斯普里 1981年－2019年 | 蓬圣埃斯普里 1981年－2019年 | 蓬圣埃斯普里 1981年－2019年 | 蓬圣埃斯普里 1981年－2019年 | 蓬圣埃斯普里 1981年－2019年 | 蓬圣埃斯普里 1981年－2019年 | 蓬圣埃斯普里 1981年－2019年 | 蓬圣埃斯普里 1981年－2019年 | 蓬圣埃斯普里 1981年－2019年 | 蓬圣埃斯普里 1981年－2019年 | 蓬圣埃斯普里 1981年－2019年 | 蓬圣埃斯普里 1981年－2019年 |
| 月份                        | 1月                         | 2月                         | 3月                         | 4月                         | 5月                         | 6月                         | 7月                         | 8月                         | 9月                         | 10月                        | 11月                        | 12月                        | 全年                        |
| --------------------------- | --------------------------- | --------------------------- | --------------------------- | --------------------------- | --------------------------- | --------------------------- | --------------------------- | --------------------------- | --------------------------- | --------------------------- | --------------------------- | --------------------------- | --------------------------- |
| 历史最高温 °C（°F）         | 19.6 (67.3)                 | 21.5 (70.7)                 | 27 (81)                     | 30 (86)                     | 34.4 (93.9)                 | 39.3 (102.7)                | 39.5 (103.1)                | 42.2 (108.0)                | 36 (97)                     | 29.5 (85.1)                 | 23.5 (74.3)                 | 20 (68)                     | 42.2 (108.0)                |
| 平均高温 °C（°F）           | 8.7 (47.7)                  | 10.7 (51.3)                 | 15 (59)                     | 18.2 (64.8)                 | 22.8 (73.0)                 | 27 (81)                     | 30.5 (86.9)                 | 29.8 (85.6)                 | 24.5 (76.1)                 | 18.9 (66.0)                 | 12.6 (54.7)                 | 9.1 (48.4)                  | 19 (66)                     |
| 日均气温 °C（°F）           | 5 (41)                      | 6.3 (43.3)                  | 9.7 (49.5)                  | 12.6 (54.7)                 | 16.8 (62.2)                 | 20.7 (69.3)                 | 23.8 (74.8)                 | 23.3 (73.9)                 | 18.9 (66.0)                 | 14.4 (57.9)                 | 8.9 (48.0)                  | 5.7 (42.3)                  | 13.8 (56.8)                 |
| 平均低温 °C（°F）           | 1.2 (34.2)                  | 1.9 (35.4)                  | 4.5 (40.1)                  | 7 (45)                      | 10.8 (51.4)                 | 14.3 (57.7)                 | 17.1 (62.8)                 | 16.7 (62.1)                 | 13.2 (55.8)                 | 10 (50)                     | 5.1 (41.2)                  | 2.2 (36.0)                  | 8.7 (47.7)                  |
| 历史最低温 °C（°F）         | −12.7 (9.1)                 | −10.2 (13.6)                | −7.7 (18.1)                 | −1.4 (29.5)                 | 1.6 (34.9)                  | 5 (41)                      | 8 (46)                      | 7.1 (44.8)                  | 4 (39)                      | −0.2 (31.6)                 | −5 (23)                     | −7.2 (19.0)                 | −12.7 (9.1)                 |
| 平均降水量 mm（）           | 61.6 (2.43)                 | 45.6 (1.80)                 | 44.7 (1.76)                 | 70.5 (2.78)                 | 70.8 (2.79)                 | 47.7 (1.88)                 | 39.8 (1.57)                 | 45.4 (1.79)                 | 103.4 (4.07)                | 126.3 (4.97)                | 89.7 (3.53)                 | 68.8 (2.71)                 | 814.3 (32.06)               |
| 月均日照時數                | 104.9                       | 134.5                       | 200                         | 214.6                       | 255.3                       | 295.5                       | 327.3                       | 293.6                       | 224.5                       | 152.3                       | 110.3                       | 92.1                        | 2,404.9                     |
| 来源：infoclimat.fr         |                             |                             |                             |                             |                             |                             |                             |                             |                             |                             |                             |                             |                             |

## 行政区划
蓬圣埃斯普里的市镇编号为30202，邮政编号为30130。
在行政管理方面，蓬圣埃斯普里隶属于法国奥克西塔尼大区加尔省尼姆区；在地方选举方面，蓬圣埃斯普里是蓬圣埃斯普里县的中央投票站所在地，其市镇范围全境被划入加尔省第四选区；在社会管理方面，蓬圣埃斯普里是罗讷加尔城市圈公共社区的组成部分。
蓬圣埃斯普里市镇被划为四个区域（Secteur），自2011年起实行街区自治制度。截至2024年6月，蓬圣埃斯普里市中心（Centre Ville）为城市政策优先街区。
法国国家统计与经济研究所（简称）在进行数据统计时，将蓬圣埃斯普里及相邻的另外3个市镇设为蓬圣埃斯普里城市核心区，并将包括核心区在内的周边共5个市镇划为蓬圣埃斯普里城市区。自2020年起，蓬圣埃斯普里城市区被相同范围的蓬圣埃斯普里城市辐射区代替。此外，还将蓬圣埃斯普里市镇分为了3个“块区”（IRIS），以便于统计人口分布情况。

## 交通

### 公路
法国国道N86线以及加尔省省道D23线、D138线、D343线、D901线、D994线和D6086线在蓬圣埃斯普里境内交汇。奥克西塔尼大区公共交通（商业名称为“liO”）下属的城际客运121线和122线经停蓬圣埃斯普里，可通往阿维尼翁、尼姆等地。
| 19 | 10 |

| 尼姆 | 66 |

| 塞兹河畔巴尼奥勒 | 12 |

| 圣昂代奥勒堡 | 15 |

2020年，71.9%的蓬圣埃斯普里家庭拥有至少一辆私人汽车。2021年，蓬圣埃斯普里境内共发生各类交通事故3起，造成1人遇难，2人重伤。

### 铁路

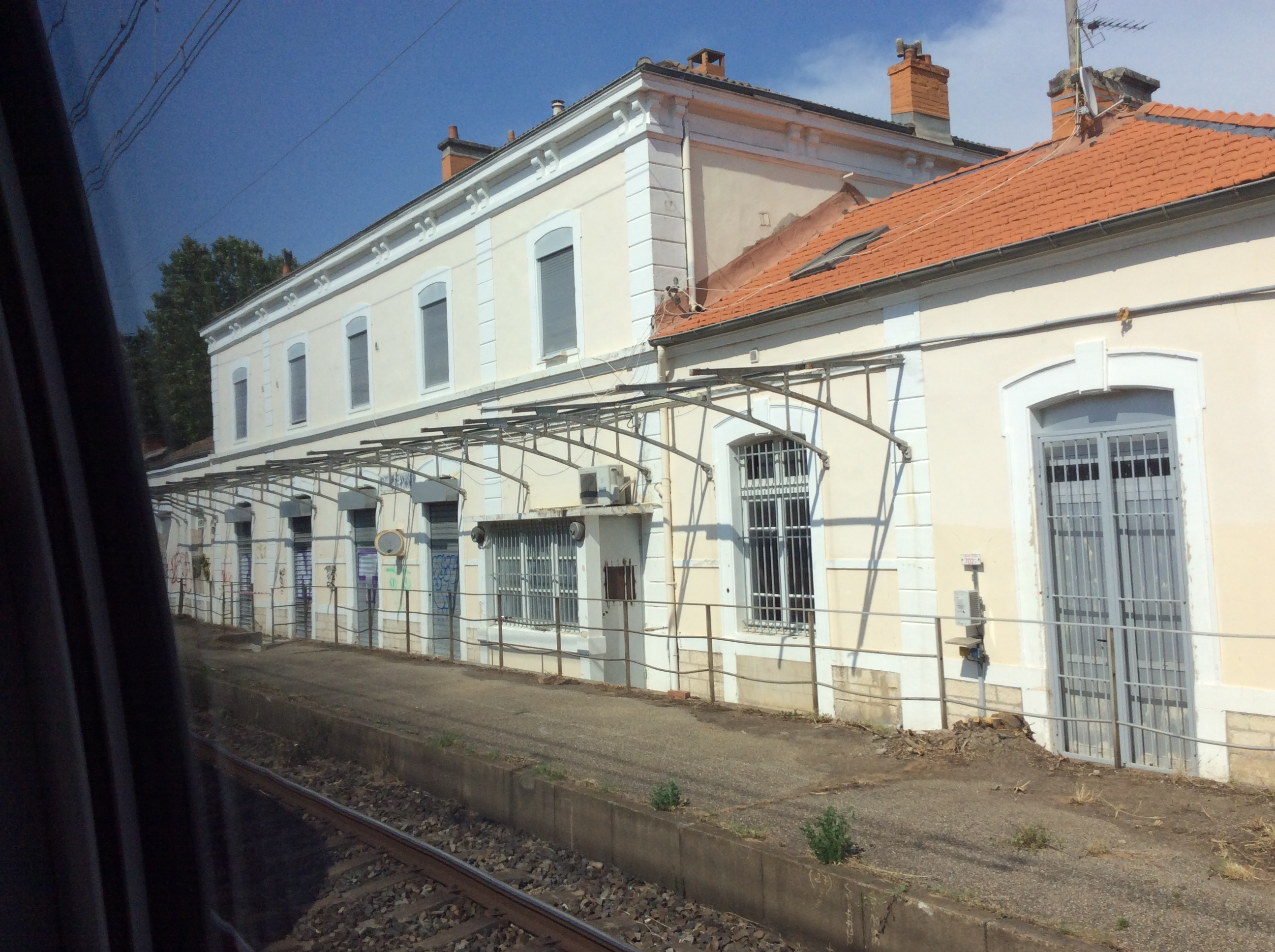
蓬圣埃斯普里火车站

蓬圣埃斯普里位于日沃尔—格勒藏铁路上，该铁路始建于19世纪，1973年起全线停止客运服务。在经过多方面协调后，该铁路以南的路段自2022年8月起恢复客运列车开行。
蓬圣埃斯普里站位于市区南部，该站每天开行数班始发前往阿维尼翁及尼姆的区域列车。

### 航空
蓬圣埃斯普里距离阿维尼翁机场的公路里程大约58公里。

### 城市公共交通
蓬圣埃斯普里是塞兹河畔巴尼奥勒城市公共交通（商业名称为“Uggo”）是当地的城市公共交通系统。截至2024年6月，该系统共包括14条常规公交线路、28条校车线路、3条企业线路以及多条定制公交线，其中有两条摆渡车线路在蓬圣埃斯普里片区运营。

## 政治

### 市政内阁

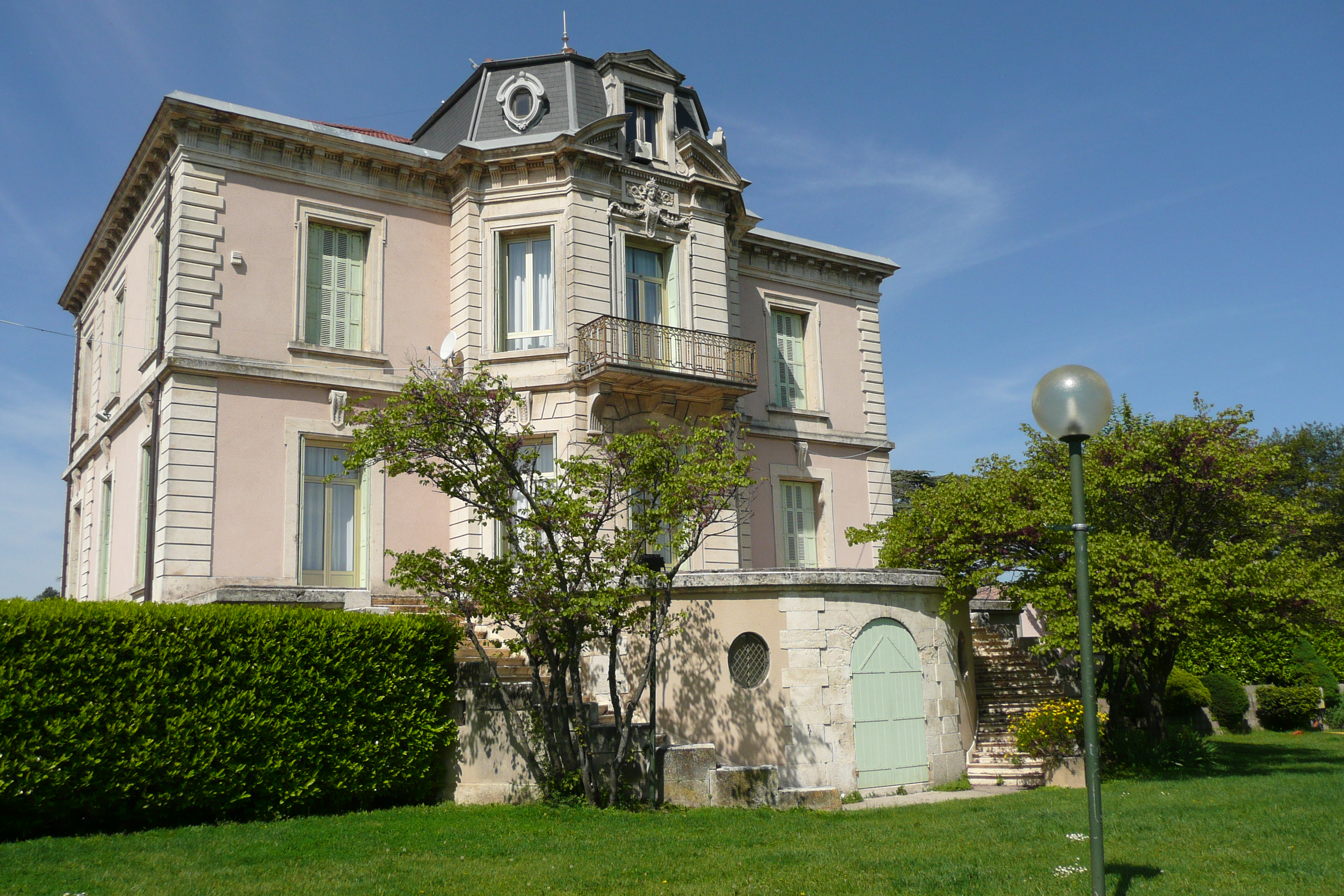
蓬圣埃斯普里市政厅

蓬圣埃斯普里的现任市长为热罗姆·布维耶先生（Gérome BOUVIER），他是地平线党的一名成员，自2024年5月起担任，其前任为克莱尔·拉佩罗尼女士（Claire LAPEYRONIE），她是一名左翼无党派人士，在2020年的市政选举中获得了53.30%的支持率。
| 蓬圣埃斯普里历届市长 | 蓬圣埃斯普里历届市长                  | 蓬圣埃斯普里历届市长                                                                      |
| 任期                 | 市长                                  | 党派                                                                                      |
| -------------------- | ------------------------------------- | ----------------------------------------------------------------------------------------- |
| 1944年－1947年       | Raoul TRINTIGNANT 拉乌尔·特兰蒂尼昂   | SFIO工人国际法国支部                                                                      |
| 1947年－1959年       | Albert HÉBRARD 阿尔贝·埃布拉尔        | 不详                                                                                      |
| 1959年－1963年       | François LÉANDRI 弗朗索瓦·莱昂德里    | 不详                                                                                      |
| 1963年－1965年       | André BRIOL 安德烈·布里奥尔           | 不详                                                                                      |
| 1965年－1971年       | Pierre AMPHOUX 皮埃尔·昂福            | 不详                                                                                      |
| 1971年－2010年       | Gilbert BAUMET 吉尔贝尔·博梅          | PS社会党 →DVG左翼无党派人士 →MRD改革者运动 →DVD右翼无党派人士 →UMP人民运动联盟 →RAD激进党 |
| 2010年－2011年       | Jean-Pierre COLOMBET 让-皮埃尔·科隆贝 | 無黨籍                                                                                    |
| 2011年－2018年       | Roger CASTILLON 罗歇·卡斯蒂永         | DVG左翼无党派人士                                                                         |
| 2018年－2024年       | Claire LAPEYRONIE 克莱尔·拉佩罗尼     | DVG左翼无党派人士                                                                         |
| 2024年－             | Gérome BOUVIER 热罗姆·布维耶          | Horizons地平线                                                                            |

### 各级选举
| 蓬圣埃斯普里历届投票选举结果 | 蓬圣埃斯普里历届投票选举结果 | 蓬圣埃斯普里历届投票选举结果 | 蓬圣埃斯普里历届投票选举结果 | 蓬圣埃斯普里历届投票选举结果    | 蓬圣埃斯普里历届投票选举结果 | 蓬圣埃斯普里历届投票选举结果 | 蓬圣埃斯普里历届投票选举结果    | 蓬圣埃斯普里历届投票选举结果 | 蓬圣埃斯普里历届投票选举结果 |
| 选举项目                     | 选举范围                     | 选区单位                     | 选区单位内的选举结果         | 选区单位内的选举结果            | 选区单位内的选举结果         | 选区单位内的选举结果         | 选区单位内的选举结果            | 选区单位内的选举结果         | 参考资料                     |
| 选举项目                     | 选举范围                     | 选区单位                     | 第一轮胜出者                 | 第一轮胜出者                    | 支持率                       | 第二轮胜出者                 | 第二轮胜出者                    | 支持率                       | 参考资料                     |
| ---------------------------- | ---------------------------- | ---------------------------- | ---------------------------- | ------------------------------- | ---------------------------- | ---------------------------- | ------------------------------- | ---------------------------- | ---------------------------- |
| 2017年法國總統選舉           | 法國                         | 市镇                         |                              | 玛丽娜·勒庞                     | 34.11%                       |                              | 玛丽娜·勒庞                     | 50.21%                       | [ 28 ]                       |
| 2017年法国立法选举           | 加尔省第四选区               | 市镇                         |                              | 布丽吉特·鲁洛                   | 26.29%                       |                              | 安妮·沙普利耶                   | 51.73%                       | [ 28 ]                       |
| 2019年欧洲议会选举           | 法國                         | 市镇                         |                              | 若尔丹·巴尔代拉                 | 39.43%                       | （不适用）                   | （不适用）                      | （不适用）                   | [ 30 ]                       |
| 2021年法国省级选举           | 加尔省                       | 县                           |                              | 卡萝尔·贝尔热里 克里斯托夫·塞尔 | 40.4%                        |                              | 卡萝尔·贝尔热里 克里斯托夫·塞尔 | 58.18%                       | [ 31 ]                       |
| 2021年法国省级选举           | 加尔省                       | 市镇                         |                              | 安妮-玛丽·科拉尔 米歇尔·普斯    | 35.65%                       |                              | 卡萝尔·贝尔热里 克里斯托夫·塞尔 | 51.06%                       | [ 31 ]                       |
| 2021年法国大区选举           | 奧克西塔尼大區               | 市镇                         |                              | 让-保罗·加罗                    | 37.93%                       |                              | 卡萝尔·代尔加                   | 45.65%                       | [ 32 ]                       |
| 2022年法国总统选举           | 法國                         | 市镇                         |                              | 玛丽娜·勒庞                     | 34.9%                        |                              | 玛丽娜·勒庞                     | 58.8%                        | [ 28 ]                       |
| 2022年法国立法选举           | 加尔省第四选区               | 市镇                         |                              | 皮埃尔·默兰                     | 39.49%                       |                              | 皮埃尔·默兰                     | 63.28%                       | [ 28 ]                       |
| 2024年欧洲议会选举           | 法國                         | 市镇                         |                              | 若尔丹·巴尔代拉                 | 46.86%                       | （不适用）                   | （不适用）                      | （不适用）                   | [ 28 ]                       |

## 人口
2021年，蓬圣埃斯普里市镇人口数量为10,600，在法国排名第953位。其中男性5,141人，女性5,341人，75岁及以上人口占11.2%，外籍人口数量为701人，人口密度为573人/平方公里，当地居民被称为（男性）或（女性）。2022年，蓬圣埃斯普里境内出生108人，死亡人口151人。
| 蓬圣埃斯普里1901年－2021年人口变化情况 |
|                                        |
| 数据来源：Cassini、INSEE               |

## 经济

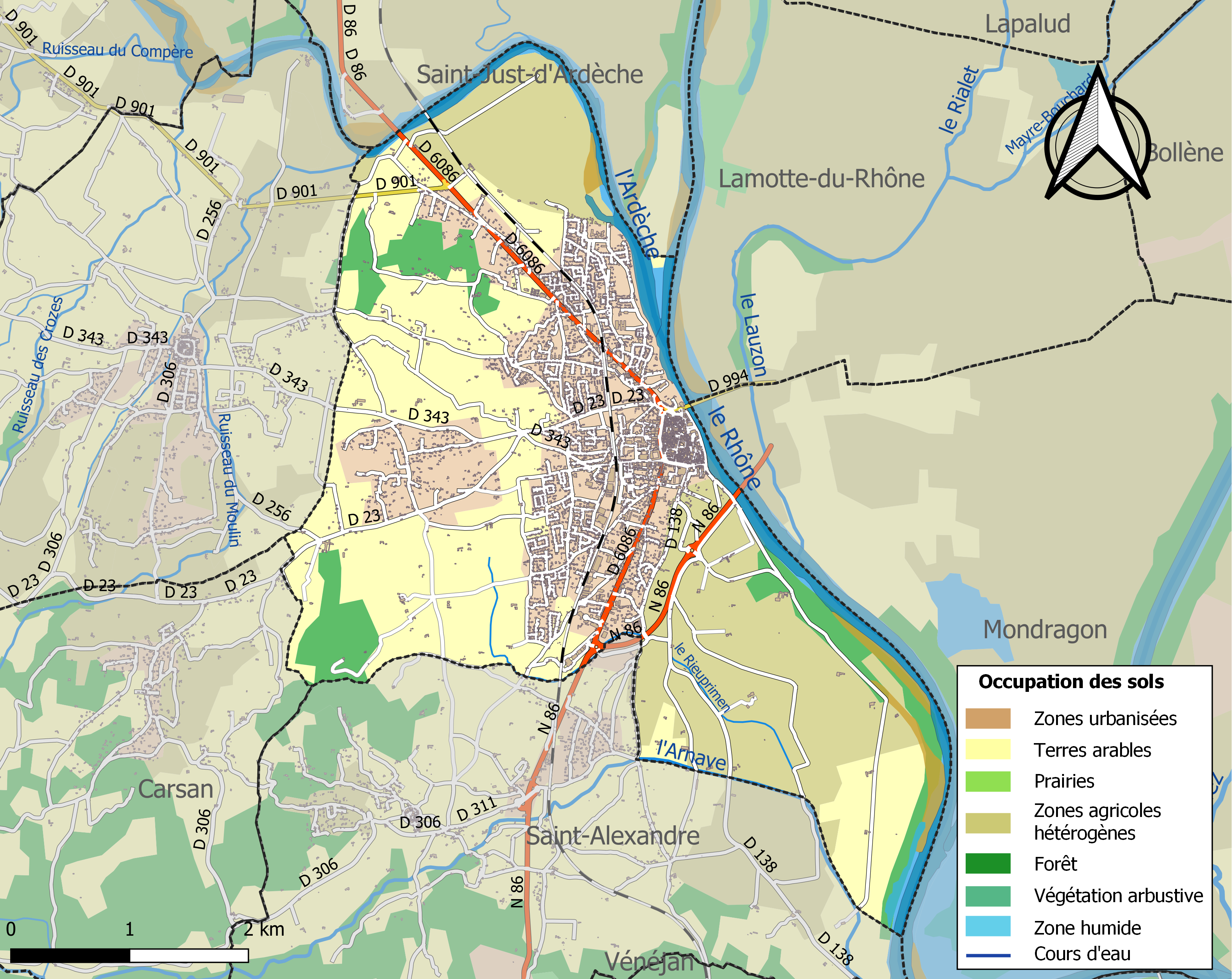
蓬圣埃斯普里土地利用情况地图

蓬圣埃斯普里是一个区域性的中心城市。截至2024年6月，蓬圣埃斯普里市镇范围内共有各类用人单位（包含自雇）1,453家，平均历史为16年，其中99.75%为中小型企业（PME），2024年4月至6月间，当地的经济活力指数为0.07%。（农产品批发）、（小型汽车维修）及（家居）是当地2022年营业额最高的三个企业，分别为1,245,545欧元、1,193,588欧元和921,384欧元。

## 财政与居民收入
2022年，蓬圣埃斯普里的财政收入总额为14,685,000欧元，财政支出总额为12,453,600欧元，当年的债务总额为11,355,300欧元。2022年，蓬圣埃斯普里市镇通过增值税获得214,130欧元的收入，此外当地还共获得了885,470欧元的国家直接财政补助。
| 蓬圣埃斯普里居民收入情况                         | 蓬圣埃斯普里居民收入情况 | 蓬圣埃斯普里居民收入情况 | 蓬圣埃斯普里居民收入情况 |
| 内容                                             | 蓬圣埃斯普里             | 法国                     | 统计年份                 |
| ------------------------------------------------ | ------------------------ | ------------------------ | ------------------------ |
| 征税家庭总数                                     | 4,742                    | 1,081（法国市镇平均）    | 2022年                   |
| 居民平均月收入                                   | 2,209欧元                | 2,435欧元                | 2022年                   |
| 高级职员人均月收入                               | 3,478欧元                | 4,331欧元                | 2021年                   |
| 中级职员人均月收入                               | 2,474欧元                | 2,470欧元                | 2021年                   |
| 普通职员人均月收入                               | 1,709欧元                | 1,801欧元                | 2021年                   |
| 贫困率                                           | 22%                      | 14.5%                    | 2020年                   |
| 青壮年（15至64岁）失业率                         | 17.8%                    | 7.4%                     | 2020年                   |
| 征税家庭数量占比                                 | 37.4%                    | 45.5%                    | 2020年                   |
| 家庭年均纳税                                     | 2,628欧元                | 4,393欧元                | 2022年                   |
| 资料来源：INSEE、L'Internaute、Le Journal du Net |                          |                          |                          |

## 社会事务

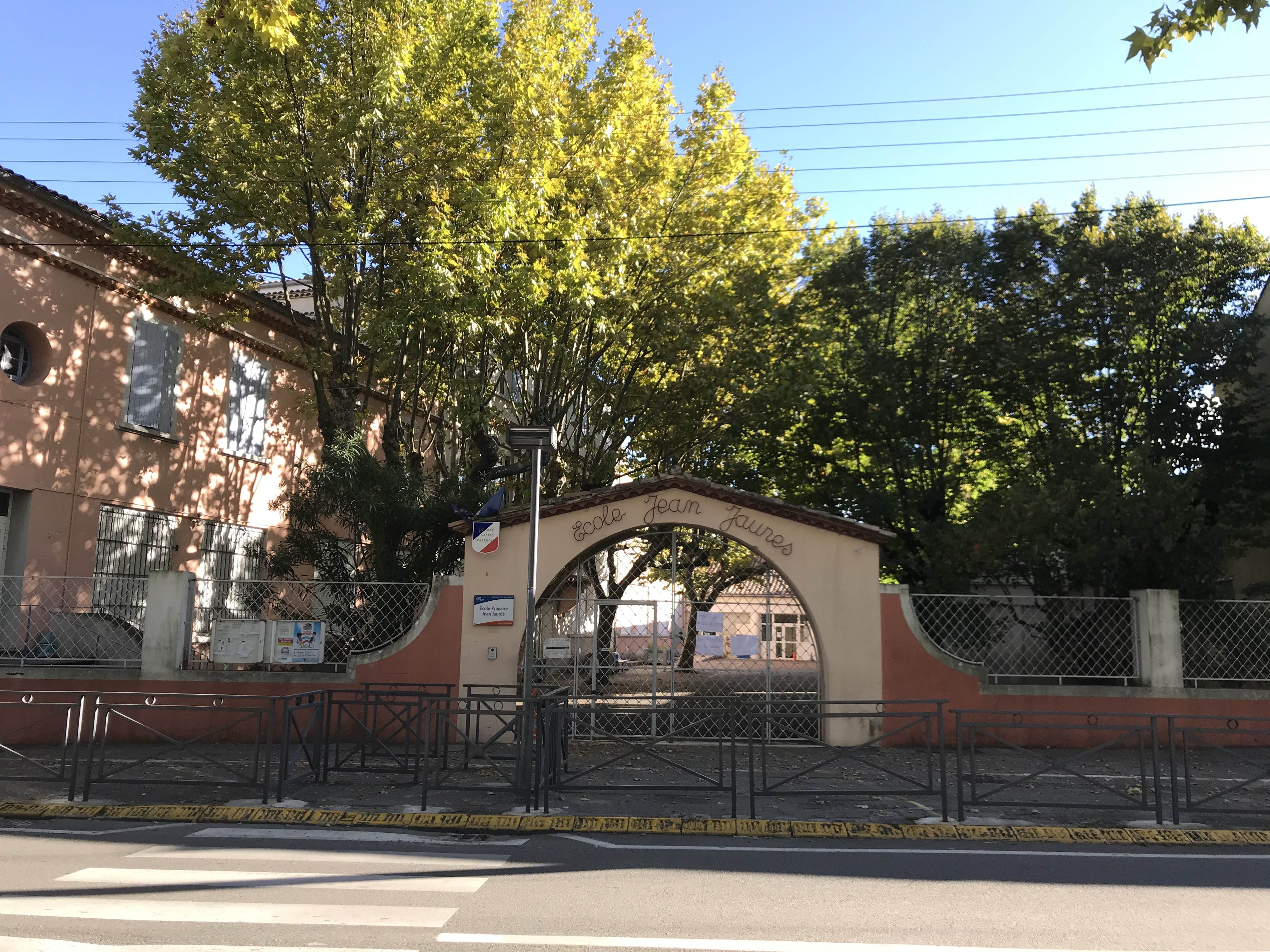
让·饶勒斯学校

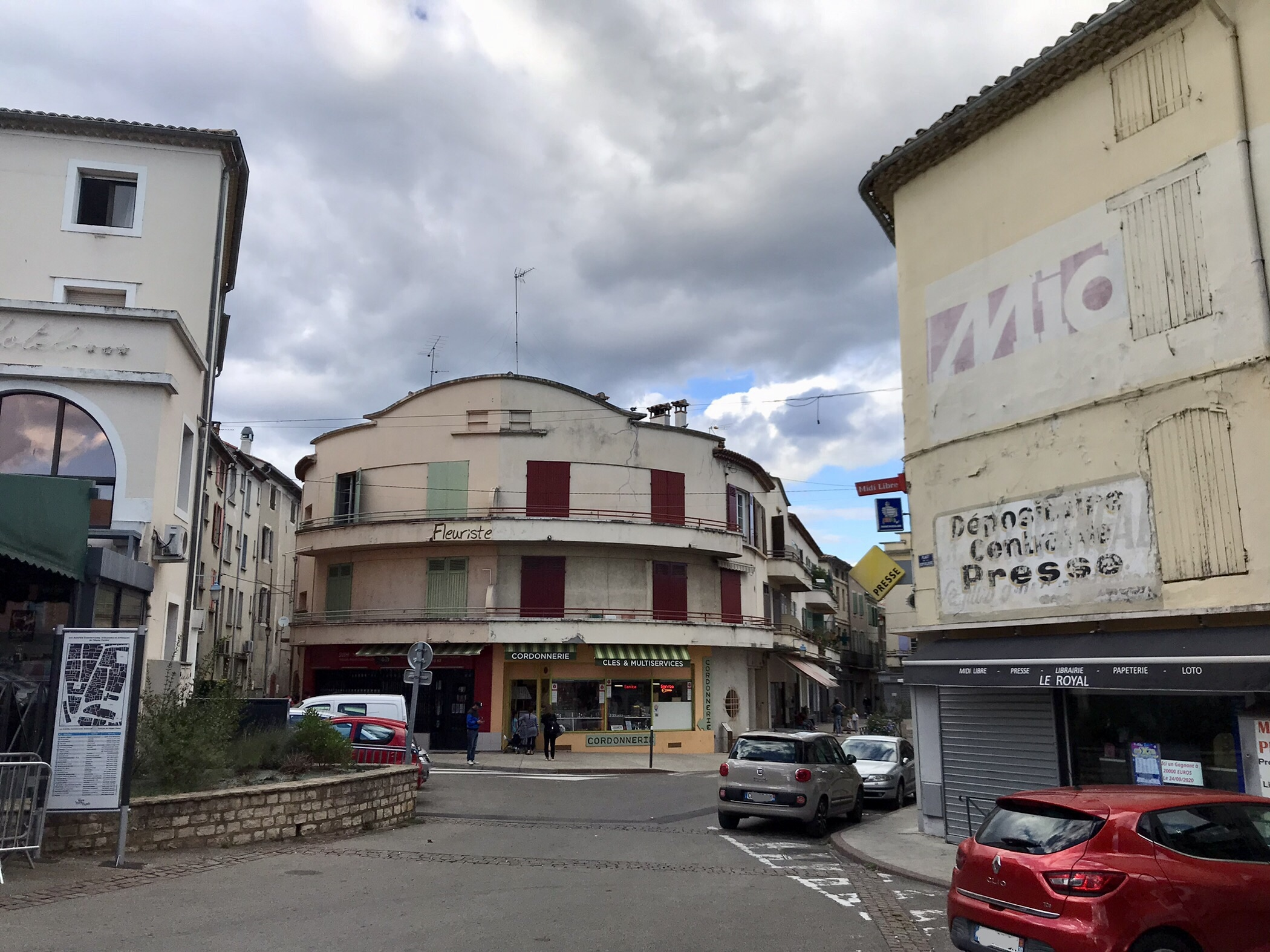
埃特鲁瓦特街

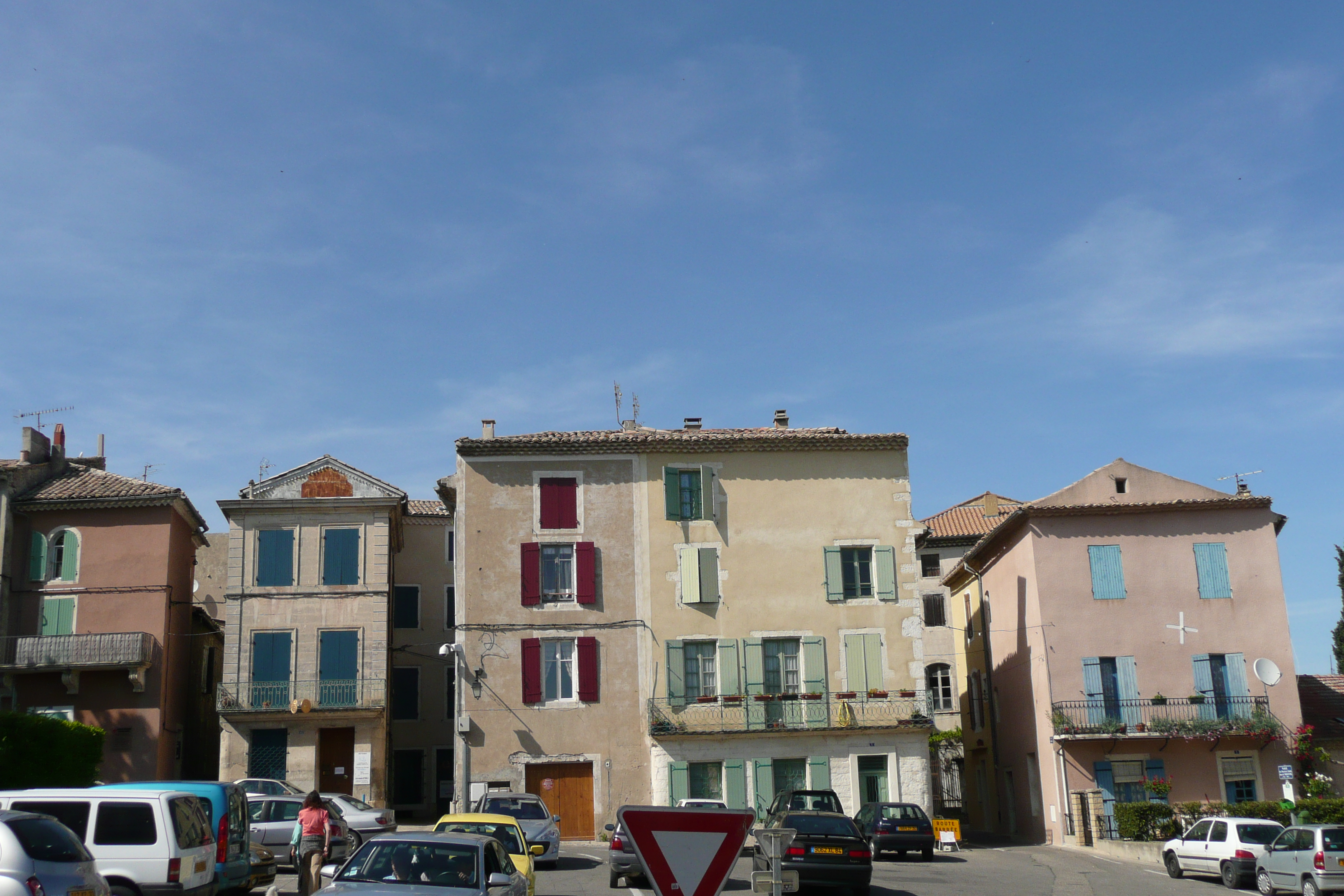
传统民居

### 教育
蓬圣埃斯普里属于蒙彼利埃学区。截至2021年1月1日，蓬圣埃斯普里境内共有3所幼儿园、4所小学和2所初级中学。2022至2023学年度，蓬圣埃斯普里境内共有在校中等教育阶段学生853名。

### 医疗
截至2021年1月1日，蓬圣埃斯普里境内共有全科医生5名、保健师6名、牙医6名、护士40名、皮肤科医生1名和助产士3名。境内共有药房4家、养老院2家、残疾人帮扶中心3家。
蓬圣埃斯普里中心医院（Centre Hospitalier de Pont-Saint-Esprit）是法国的一家区域性医疗机构，其主病区医院位于蓬圣埃斯普里市区北部，该院设有床位278个。

### 住房
2020年，蓬圣埃斯普里境内共有各类住房5,795套，其中61.1%为独立式住宅，38.3%为集中式住宅。常住房屋占蓬圣埃斯普里市镇范围内居民建筑总量的85.0%。
在住房保障政策方面，2022年，蓬圣埃斯普里境内共有1,240户家庭获得了住房经济补助，受益人数占总人口数量的11.7%，其中1,193份为房租补助。

### 商业
2021年，蓬圣埃斯普里境内共有各类实体商铺269家，其中餐厅39家、大型超市3家、杂货店5家、面包房8家、肉铺2家、书店5家、装饰品店4家、银行门店5家、美容美发店30家、汽车维修店22家。蓬圣埃斯普里镇中心建有一家Intermarché超市，市区南侧有家乐福和U Express超市，市区北侧则有Lidl超市。

### 体育
2021年，蓬圣埃斯普里境内共有1家游泳池、2间体育馆、1座综合体育场、4处网球场、2处马术场、3处足球或橄榄球场以及2处篮球或排球场。
截至2024年6月，蓬圣埃斯普里境内共有两家注册足球俱乐部。巴尼奥勒-蓬足球俱乐部（编号548837）是当地的代表性足球队，成立于1992年，其主队2024至2025赛季参加奥克西塔尼大区足球联赛甲组（法国第六级别），其主场为位于塞兹河畔巴尼奥勒境内的让·梅尔莫球场（Stade Jean Mermoz）。

### 环境
蓬圣埃斯普里的环境事务由其所属的罗讷加尔城市圈公共社区联合各级政府协调负责。2021年，蓬圣埃斯普里境内暂无污染企业。

### 治安
2021年，蓬圣埃斯普里市镇范围内有1处宪兵队。
蓬圣埃斯普里及其附近的共75个市镇是塞兹河畔巴尼奥勒国家宪兵队（zone gendarmerie de Bagnols-sur-Cèze）的管辖范围。2020年，该宪兵队累计记录各类案件3,581起，其中盗窃类案件1,910起，经济类案件491起，毒品交易类案件255起。

## 文化
2021年，蓬圣埃斯普里境内共有1家电影院和1家博物馆。蓬圣埃斯普里境内建有拉卡泽尔讷市政图书馆（Bibliothèque Municipale La Cazerne），每周一、二、三、四、六向公众开放。

### 建筑
蓬圣埃斯普里境内有多处历史建筑，其中圣伯多禄教堂、圣萨蒂尔南祷告教堂等为法国国家文物保护单位。

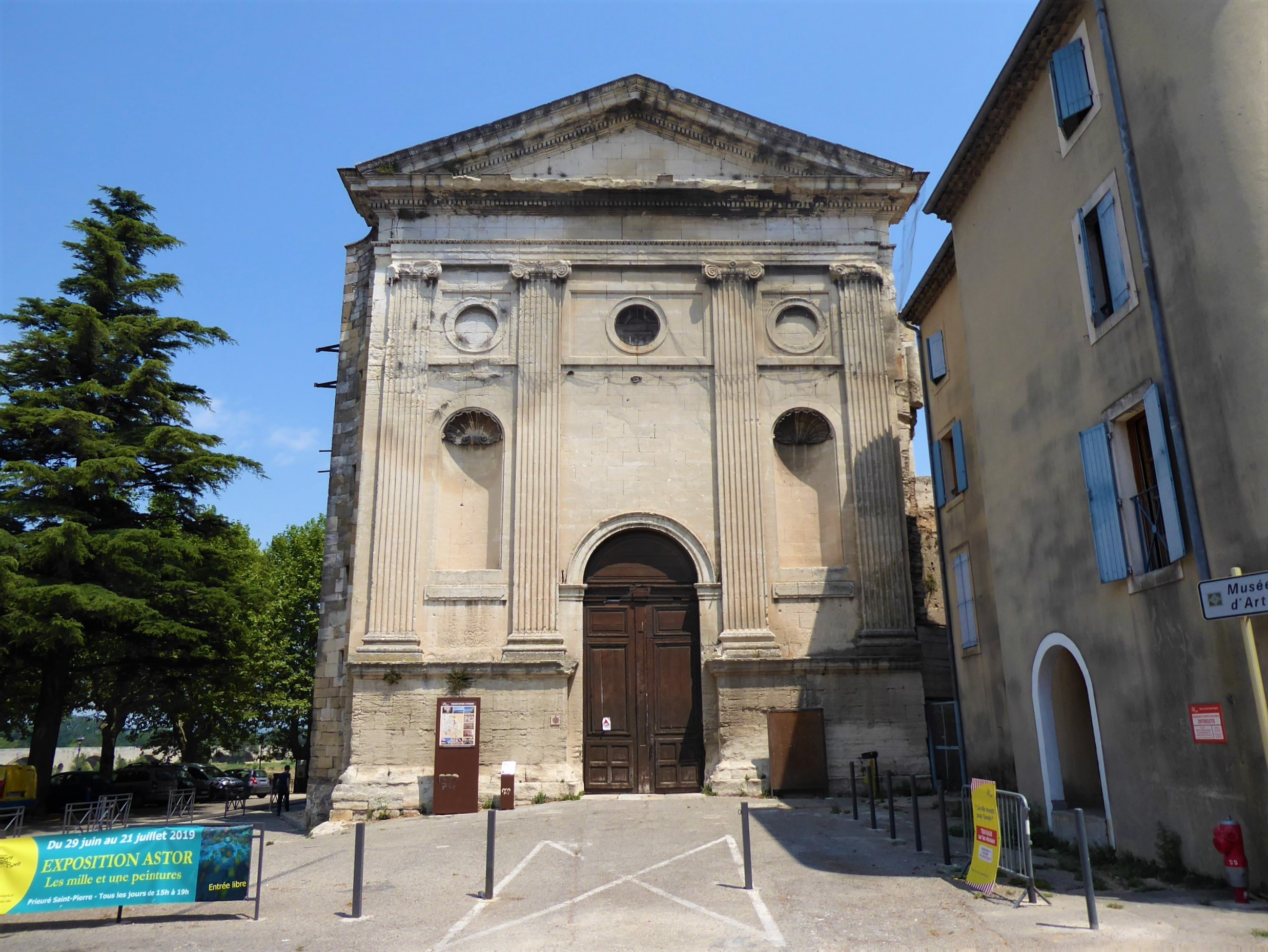
圣伯多禄教堂（法语：Église Saint-Pierre de Pont-Saint-Esprit）
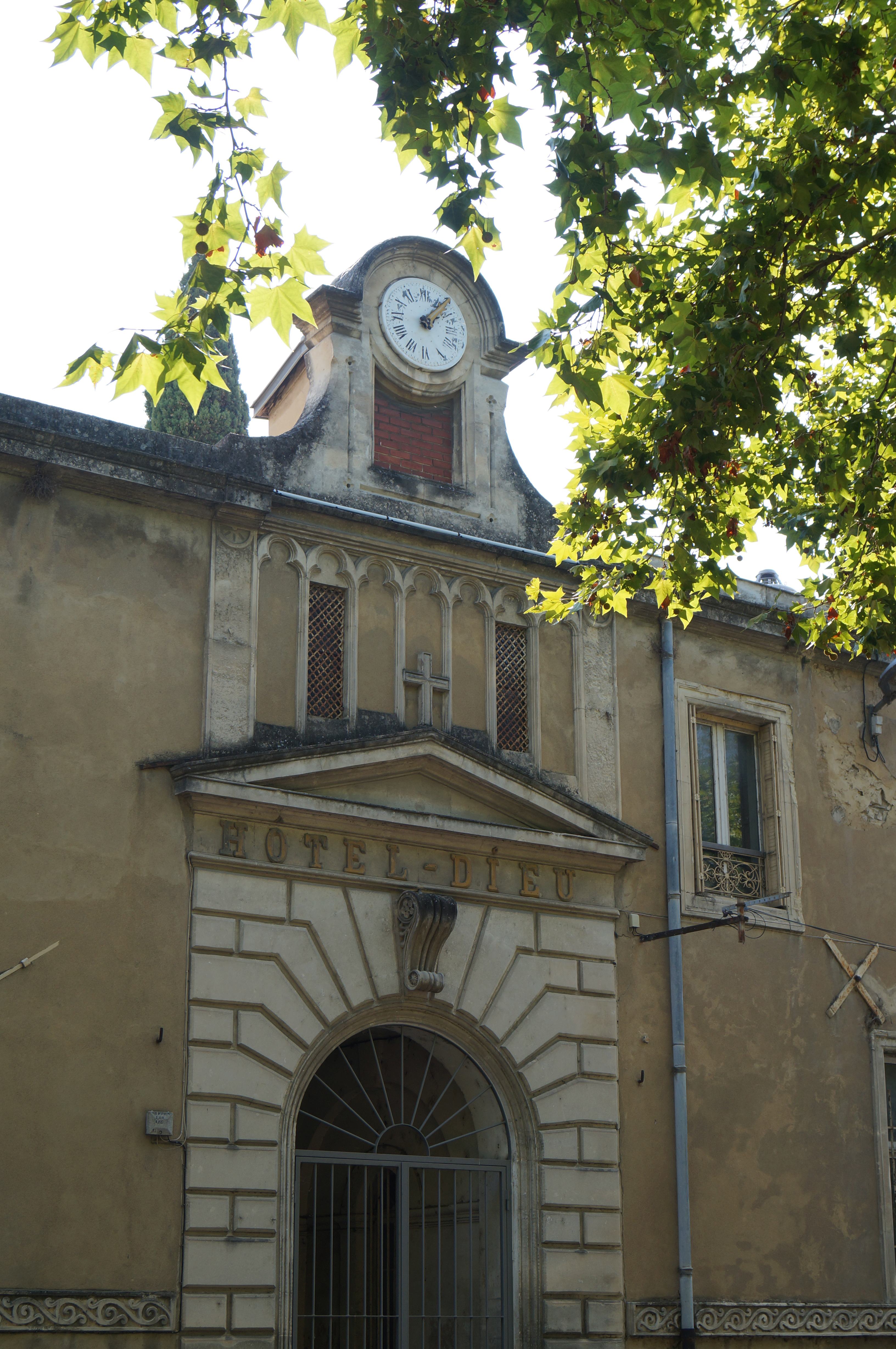
神学院
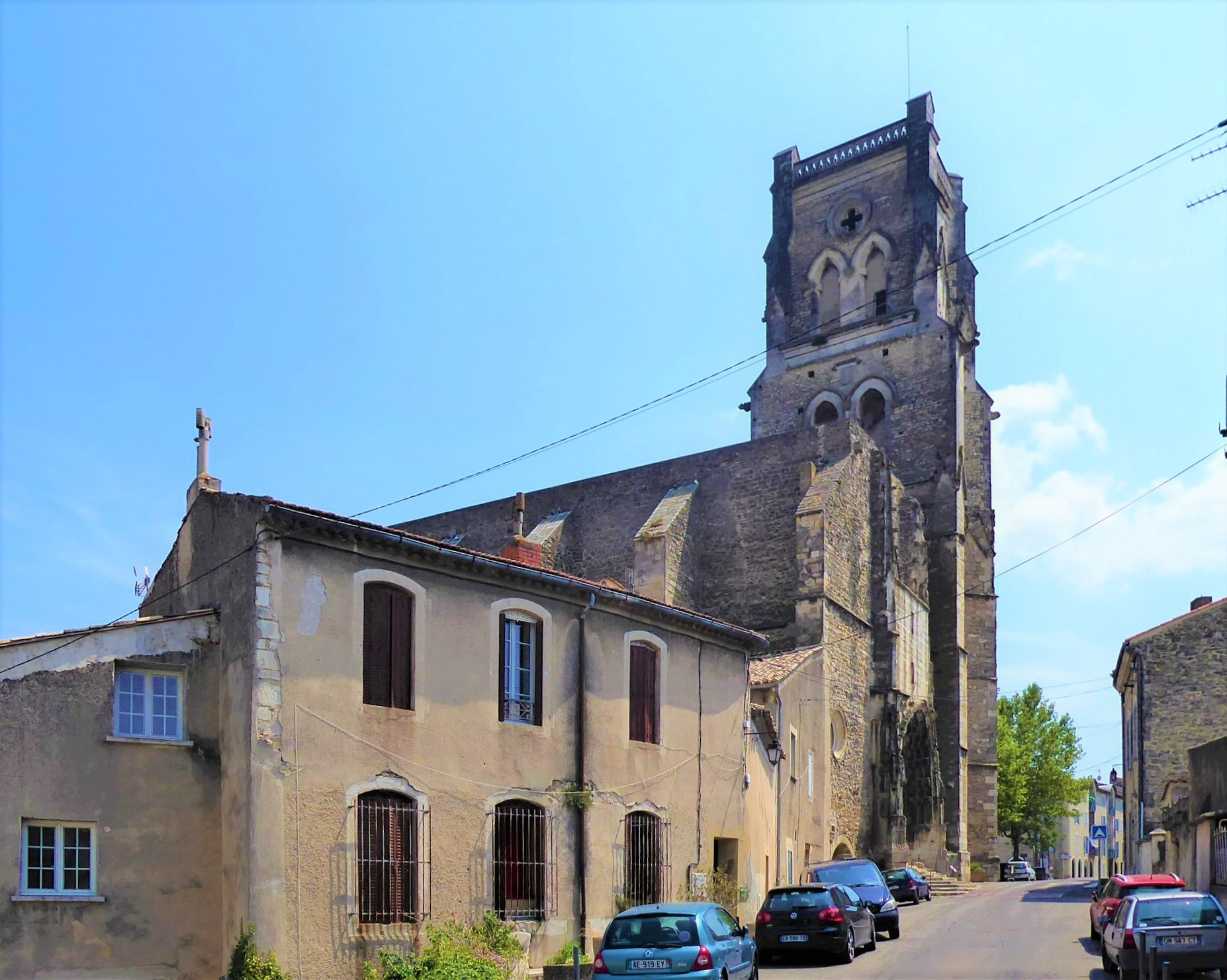
圣萨蒂尔南祷告教堂（法语：Église prieurale Saint-Saturnin de Pont-Saint-Esprit）
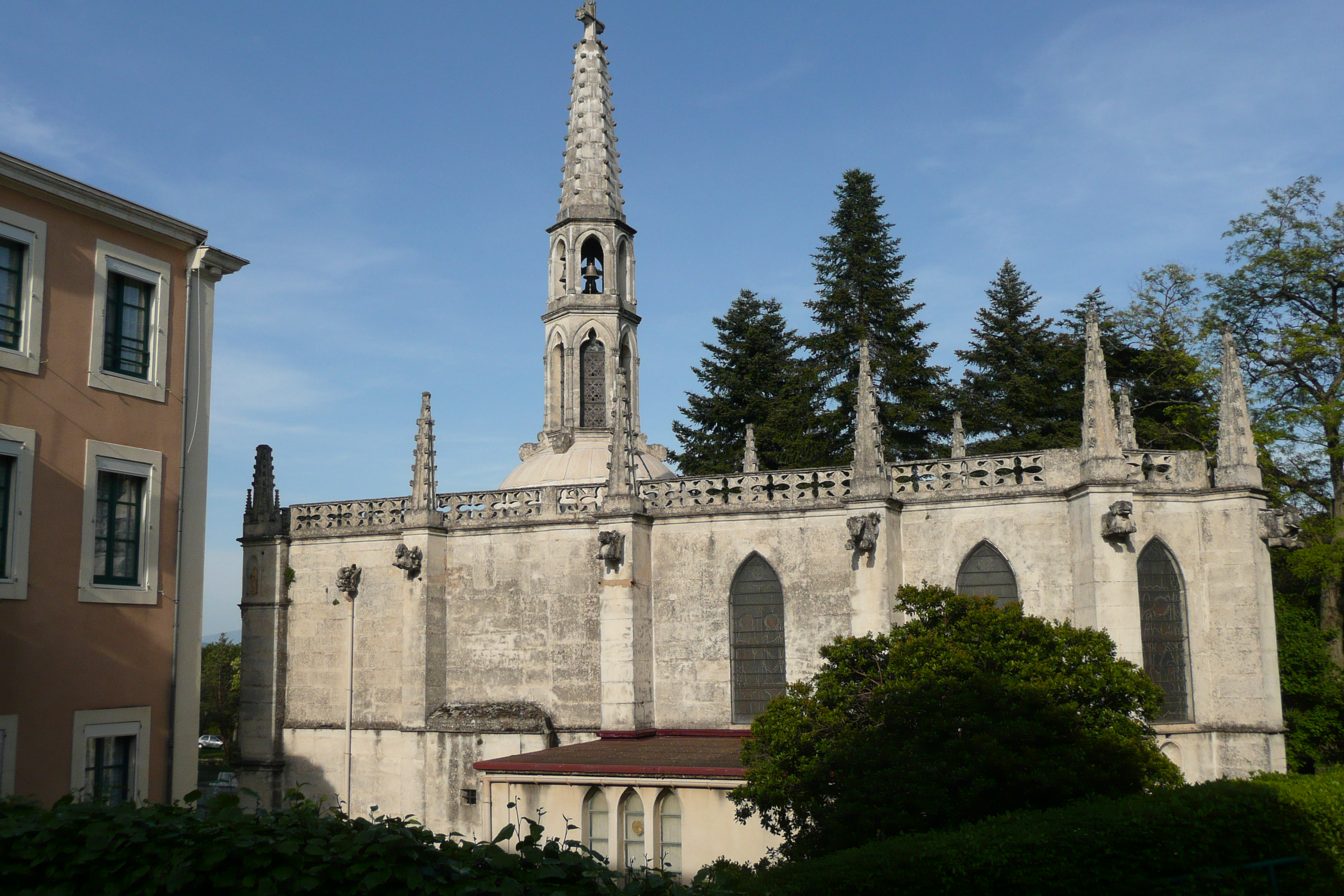
白色圣母小教堂
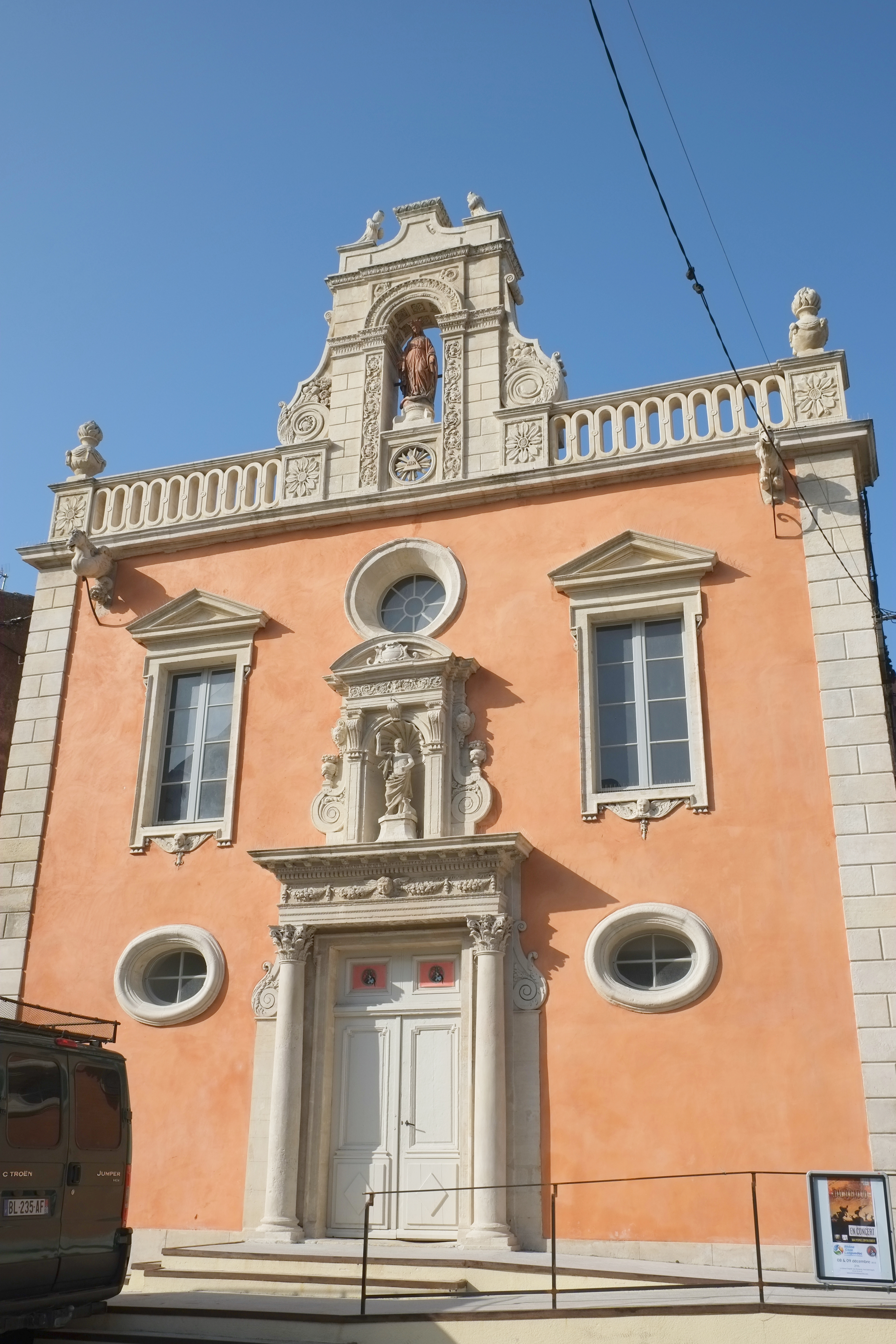
监狱小教堂
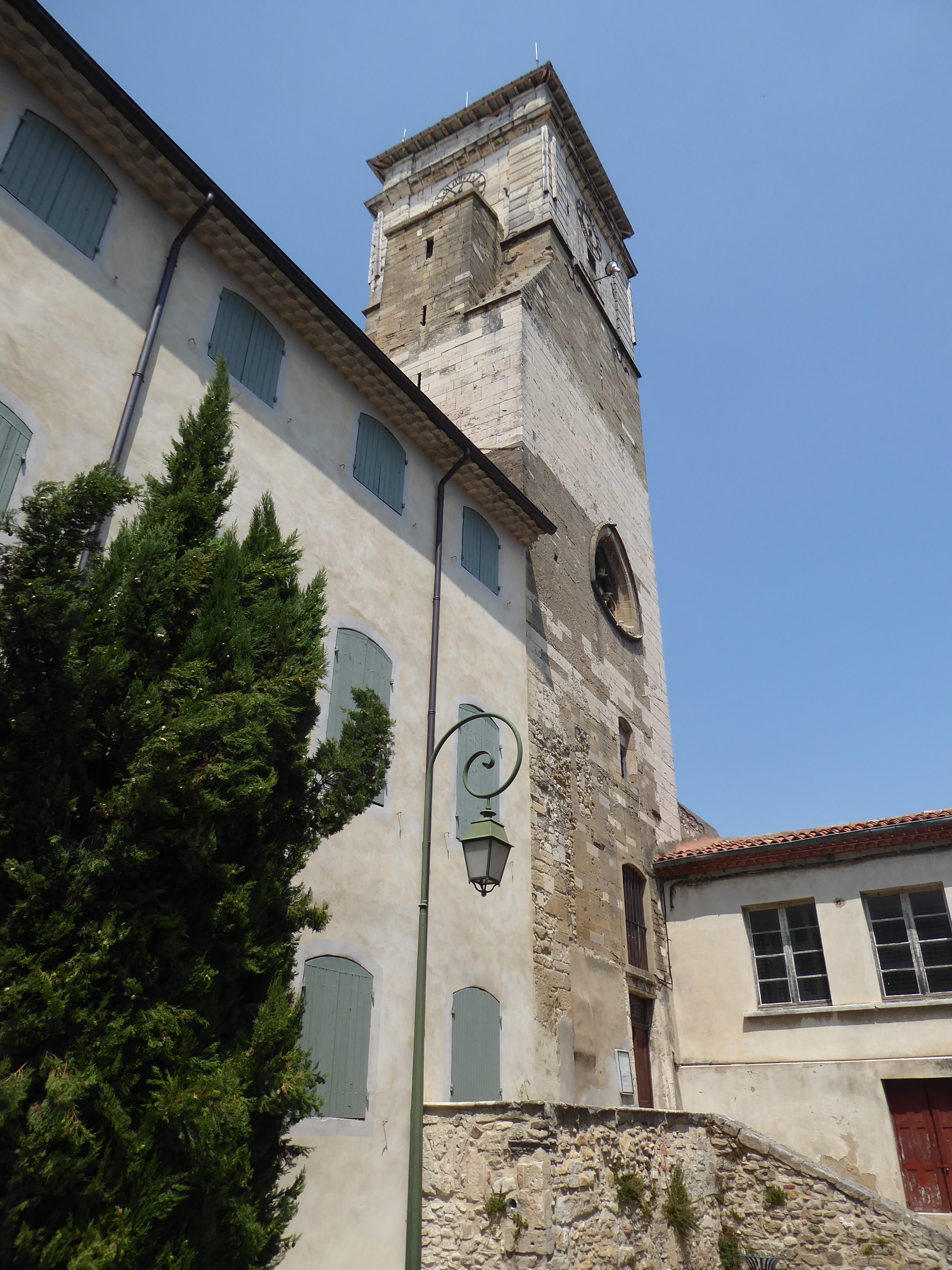
新教教堂
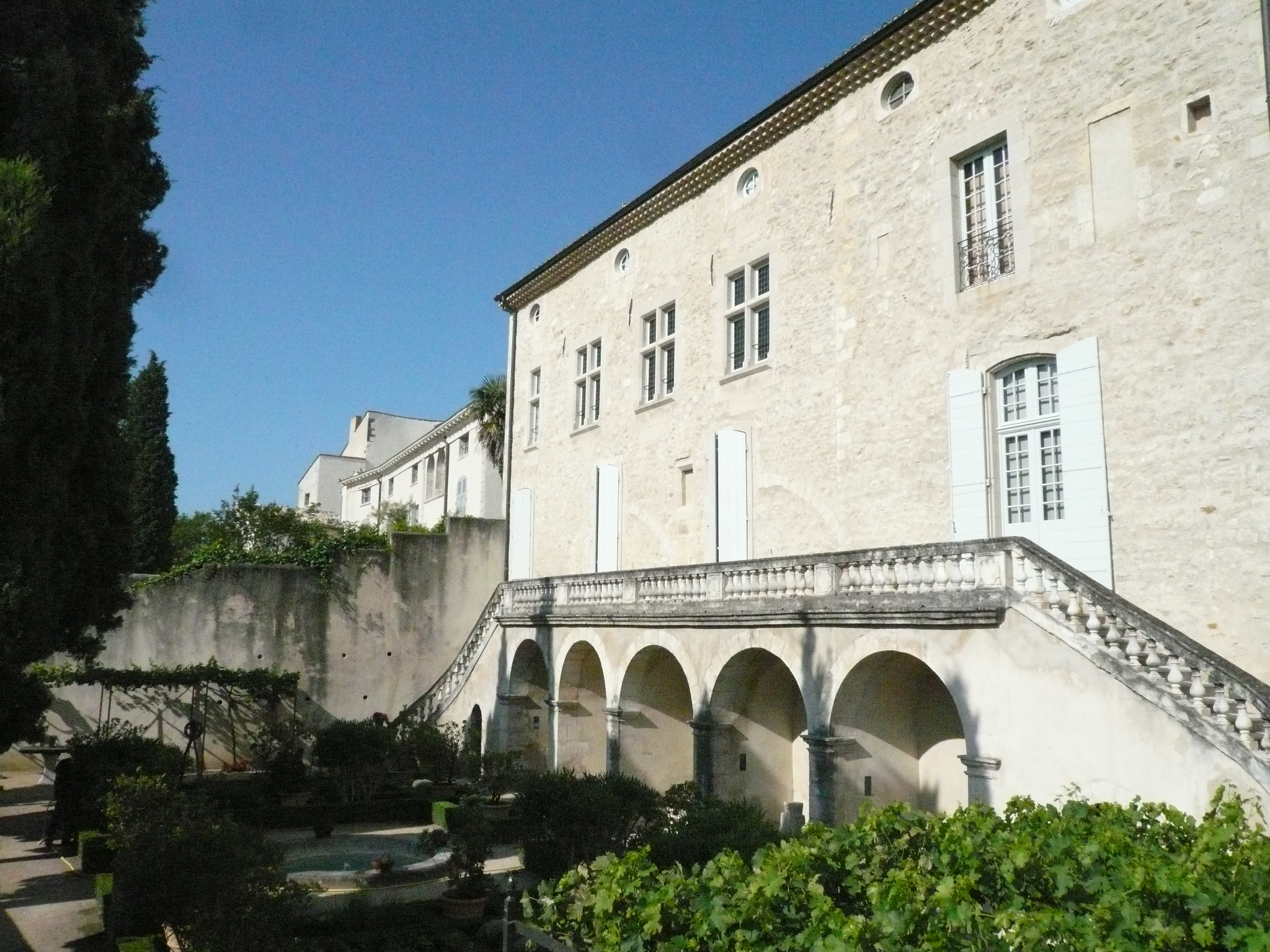
骑士宫
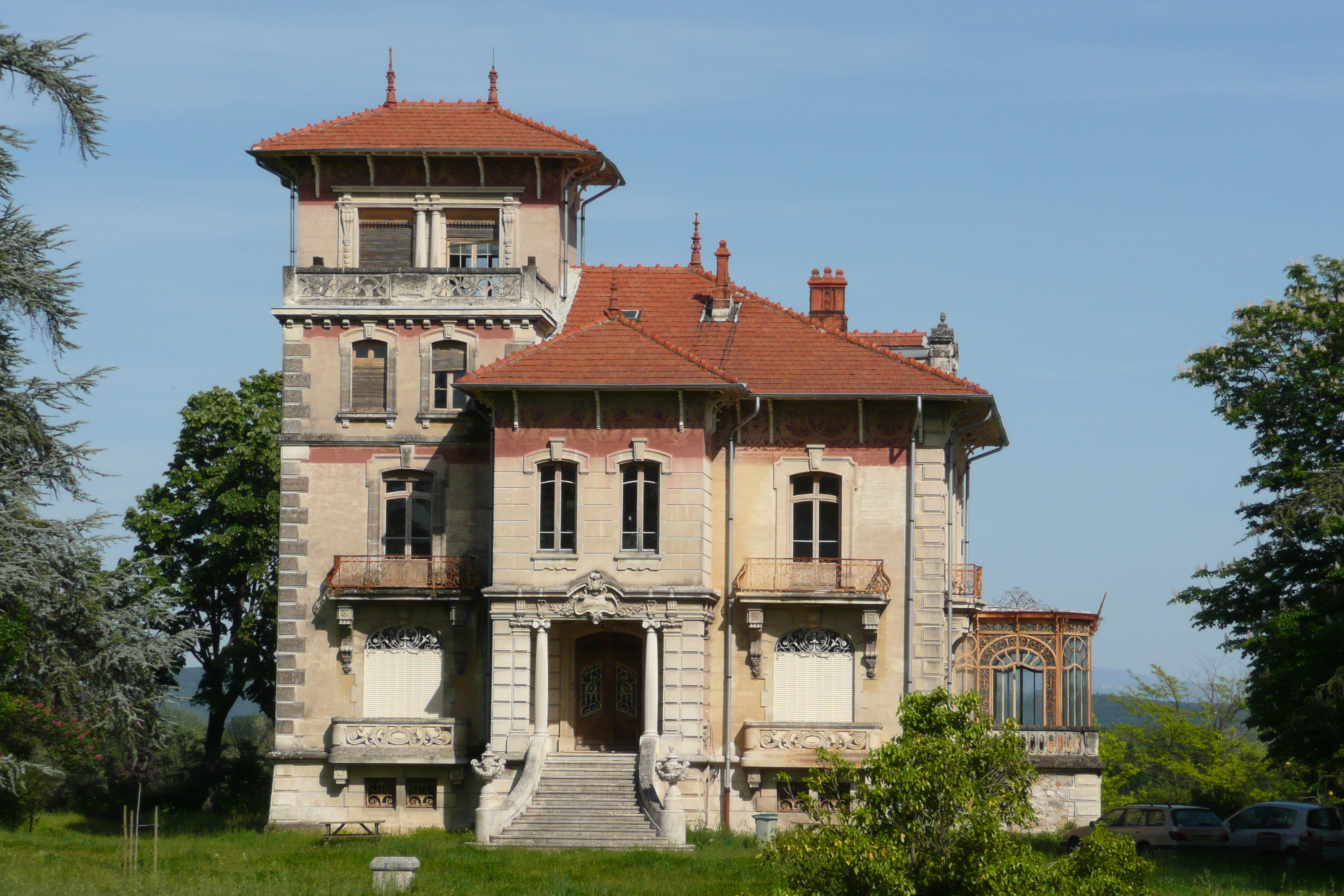
传统民居

### 旅游
蓬圣埃斯普里的旅游事务由其所属的罗讷加尔城市圈公共社区联合各级政府协调负责。2023年，蓬圣埃斯普里境内共有2家酒店共计43间房间。

### 媒体
法国主要的媒体均可在蓬圣埃斯普里接收，法国电视三台下属的奥克西塔尼大区频道在部分时段播出蓬圣埃斯普里所在加尔省的地方新闻。奥克西塔尼加尔地区电视台、《马赛人日报》、蓝色法兰西加尔-洛泽尔广播、卡马格广播等是当地主要的地方性媒体，此外当地还可接收蓝色法兰西德龙-阿尔代什广播及《自由多菲内报》的信息。

## 相关人物
法兰西王室统帅吕伊内公爵和法国化学家乔治·维尔出生于蓬圣埃斯普里。

## 友好城市
截至2024年6月，蓬圣埃斯普里共与五座城市建立了友好城市关系：
- 德国 埃格尔斯巴赫
- 葡萄牙 佩纳科瓦
- 西班牙 贝内胡萨尔
- 義大利 奥瓦达
- 英格兰 哈福希尔